# Chilodes distracta
Chilodes distracta là một loài bướm đêm trong họ Noctuidae.